# Хане-Міран (Марказі)
Хане-Міран (перс. خانه ميران) — село в Ірані, у дегестані Седе, в Центральному бахші, шахрестані Ерак остану Марказі. За даними перепису 2006 року, його населення становило 105 осіб, що проживали у складі 33 сімей.

## Клімат
Середня річна температура становить 9,27°C, середня максимальна – 27,00°C, а середня мінімальна – -11,92°C. Середня річна кількість опадів – 262 мм.
| Клімат поселення                              | Клімат поселення | Клімат поселення | Клімат поселення | Клімат поселення | Клімат поселення | Клімат поселення | Клімат поселення | Клімат поселення | Клімат поселення | Клімат поселення | Клімат поселення | Клімат поселення | Клімат поселення |
| Показник                                      | Січ.             | Лют.             | Бер.             | Квіт.            | Трав.            | Черв.            | Лип.             | Серп.            | Вер.             | Жовт.            | Лист.            | Груд.            |                  |
| Середній максимум, °C                         | 3,70             | 5,53             | 8,75             | 15,66            | 21,08            | 25,98            | 27,00            | 26,80            | 22,19            | 16,35            | 10,05            | 4,83             |                  |
| Середня температура, °C                       | −4,12            | −2,28            | 0,94             | 7,84             | 13,26            | 18,17            | 22,02            | 21,84            | 17,24            | 11,38            | 5,10             | −0,13            |                  |
| Середній мінімум, °C                          | −11,92           | −10,1            | −6,86            | 0,03             | 5,44             | 10,34            | 17,07            | 16,88            | 12,28            | 6,43             | 0,13             | −5,1             |                  |
| Норма опадів, мм                              | 37               | 37               | 50               | 37               | 31               | 5                | 2                | 1                | 0                | 7                | 23               | 32               |                  |
| Середньомісячна швидкість вітру, м/с          | 1.08             | 2.26             | 2.59             | 2.76             | 2.14             | 2.07             | 1.90             | 1.81             | 1.84             | 1.82             | 1.63             | 1.32             |                  |
| Середньомісячна сонячна радіація, кДж/м²·день | 9593             | 12526            | 15179            | 18413            | 22499            | 27075            | 26020            | 24294            | 21492            | 15982            | 11186            | 9212             |                  |
| --------------------------------------------- | ---------------- | ---------------- | ---------------- | ---------------- | ---------------- | ---------------- | ---------------- | ---------------- | ---------------- | ---------------- | ---------------- | ---------------- | ---------------- |
| Джерело:                                      |                  |                  |                  |                  |                  |                  |                  |                  |                  |                  |                  |                  |                  |